# Jimmy Rimmer
John James Rimmer (Southport, Inglaterra; 10 de febrero de 1948) es un exfutbolista inglés que jugaba como portero. 

## Carrera
Formado en la cantera del Manchester United, Rimmer debutó en el equipo el 15 de abril de 1968 en la victoria por 3-0 contra el Fulham. Ese mismo año ganó la Copa de Europa como suplente de Alex Stepney, luego que sus compañeros ganaran por 4-1 en la prórroga al Benfica en la final. Durante su período en el club solo disputó un total de 46 partidos.
Se mantuvo por nueve años en Mánchester, con una cesión durante 1973 al Swansea City, donde sí fue titular. En 1974, Bertie Mee se interesó en él y compró al jugador por 40 000 libras al Arsenal. En su nuevo club ganó rápidamente el puesto tras el retiro de Bob Wilson. Aunque solo estuvo tres años en la institución tuvo un buen paso por el equipo: en 1975 consiguió el premio al jugador del año del Arsenal y también jugó su único partido por la selección inglesa adulta. En tres años jugó un total de 124 partidos.
Llegó al Aston Villa en agosto de 1977 y rápidamente le ganó el puesto al titular, John Burridge. Jugó con el cuadro villano durante cinco años de manera prácticamente ininterrumpida, con excepción de un encuentro durante el Boxing Day en 1979. Durante este período fue campeón de la First Division durante la temporada 1980-81, la Charity Shield de 1981, la Copa de Europa en 1982 y la Supercopa de Europa del mismo año. Curiosamente, en la final de la Copa de Europa solo pudo jugar nueve minutos debido a una lesión en el cuello que obligó al ingreso de un joven Nigel Spink como sustituto. A pesar de esto, vencieron al Bayern de Múnich por 1-0 y fueron campeones europeos. Al año siguiente, Rimmer dejó el equipo tras una oferta del Swansea City. En esos cinco años ganó cuatro títulos y disputó 277 partidos en total.

## Clubes
| Club              | País       | Año       |
| ----------------- | ---------- | --------- |
| Manchester United | Inglaterra | 1965-1974 |
| Swansea City      | Gales      | 1973      |
| Arsenal           | Inglaterra | 1974-1977 |
| Aston Villa       | Inglaterra | 1977-1983 |
| Swansea City      | Gales      | 1983-1986 |

## Palmarés

### Campeonatos nacionales (2)
| Título         | Club        | País       | Año     |
| -------------- | ----------- | ---------- | ------- |
| First Division | Aston Villa | Inglaterra | 1980-81 |
| Charity Shield | Aston Villa | Inglaterra | 1981    |

### Campeonatos internacionales (3)
| Título                      | Club              | Sede       | Año     |
| --------------------------- | ----------------- | ---------- | ------- |
| Copa de Campeones de Europa | Manchester United | Londres    | 1967-68 |
| Copa de Campeones de Europa | Aston Villa       | Róterdam   | 1981-82 |
| Supercopa de Europa         | Aston Villa       | Birmingham | 1982    |